# Ammodytes
Ammodytes is een geslacht van straalvinnige vissen uit de familie van zandspieringen (Ammodytidae). Het geslacht werd vermeld  in 1758 door Linnaeus in de tiende editie van Systema naturae.

## Soorten
- Ammodytes americanus DeKay, 1842
- Ammodytes dubius Reinhardt, 1837
- Ammodytes hexapterus Pallas, 1814
- Ammodytes marinus Raitt, 1934 – Noorse zandspiering
- Ammodytes personatus Girard, 1856
- Ammodytes tobianus Linnaeus, 1758 – Zandspiering